# Neoerastria apicosa
Neoerastria apicosa là một loài bướm đêm trong họ Noctuidae.